# Union Mundial pro Interlingua
La Union Mundial pro Interlingua (Unió Mundial per Interlingua) (UMI) és una entitat sense fins lucratius dedicada a promoure el coneixement i l'ús d'Interlingua en el món. Va ser fundada el 28 de juliol del 1955.
La UMI és una institució per a la cooperació quant a la promoció de l'ús d'Interlingua per a la comunicació internacional en situacions adequades, la informació sobre aquesta llengua i l'edició de manuals, diccionaris i altres publicacions sobre Interlingua.
La UMI té membres, representants i representacions en els cinc continents. Un consell executiu amb un president, un secretari general, un vicesecretari i un administrador que se encarrega de les activitats quotidianes de l'associació. Un consell general amb dos representants, a tot estirar, de cada país, en el qual hi ha una representació nacional d'interlingua, discuteix les directrius en detall.
La UMI edita una revista bimensual, Panorama in Interlingua, amb informacions internacionals en interlingua per a un públic internacional i una especial atenció a la difusió de l'idioma.

## Congressos internacionals
La UMI ha realitzat conngressos internacionals en els següents llocs:
| - Tours (Estat francès) 1955 - Basilea (Suïssa) 1957 - Tours (Estat francès) 1959 - Basilea (Suïssa) 1971 - Norwich (Gran Bretanya) 1974 - Sheffield (Gran Bretanya) 1983 - Taastrup (Dinamarca) 1985 - París (Estat francès) 1987 - Zwolle (Països Baixos) 1989 | - Helsingborg (Suècia) 1991 - Borne (Països Baixos) 1993 - Praga (República Txeca) 1995 - Estrasburg (Estat francès) 1997 - Focsani (Romania) 1999 - Gdańsk (Polònia) 2001 - Lovetch (Bulgària) 2003 - Åsa (Suècia) 2005. - Kirchheimbolanden (Alemanya) 2009. |